# (523705) 2014 HE200
(523705) 2014 HE200 est un transneptunien de magnitude absolue 6,5 et classé comme objet épars.
Son diamètre est estimé à environ 230 km.